# Université virtuelle de Tunis
 (août 2021).
L'université virtuelle de Tunis (arabe : جامعة تونس الافتراضية) ou UVT est une université virtuelle publique tunisienne fondée par le décret n°112-02 du 28 janvier 2002.
Basée au numéro 13 de la rue Ibn Nadim dans le quartier de Montplaisir, l'UVT est appelée à concrétiser, à long terme, le projet d'une formation ouverte et à distance (FOAD), axée fondamentalement sur l'exploitation des possibilités offertes par les technologies de l'information et de la communication. L'UVT a pour principale mission de développer des cours et des programmes universitaires d'enseignement en ligne pour les universités tunisiennes.

## Présidents
Le président de l'université virtuelle est nommé par le gouvernement tunisien, ce qui fait de lui le seul président d'université tunisienne non élu par les instances académiques.
- 1er octobre 2011-15 décembre 2017 : Jilani Lamloum (deux mandats)
- 15 décembre 2017 - 15 décembre 2020 : Mahjoub Ouni
- depuis 15 décembre 2020 : Slim Ben Saoud